# Acanthops erosula
Espèce
Acanthops erosula est une espèce d'insectes, de  l'ordre des Mantodea, de la famille des Acanthopidae, de la sous-famille des Acanthopinae et de la tribu des Acanthopini.

## Dénomination
- Cette espèce a été décrite par  Carl Stål  en 1877.

## Répartition
Acanthops erosula se rencontre au Brésil, en Bolivie, en Guyane française, au Costa Rica et au Pérou.